# Tachtigers
Les Tachtigers /ˈtɑxtəxərs/  (tachtig signifie « quatre-vingt ») était un groupe littéraire néerlandais. Créé en 1880, le groupe se dissout en 1894 à la suite des divergences en son sein. Le groupe fut fortement influencé par l'impressionnisme et le naturalisme. Ils sont particulièrement reconnus pour le souffle de modernité qu'ils insufflèrent à la poésie. Ils s'opposèrent catégoriquement aux Romantiques, le mouvement qui les précédèrent.

## Caractéristiques
Les Tachtigers écrivent d'abord dans le but de composer quelque chose de beau. Il faut écrire bien, « l'art pour l'art ». Les révérends écrivains du XIXe siècle (phénomène très présent aux Pays-Bas) se servaient de la poésie pour faire passer leur message spirituel. Les Tachtigers écrivent au contraire pour l'esthétisme même de l'art, sans essayer de faire passer un message. C'est tout le contraire d'un mouvement engagé : ils prônent l'individualisme dans l'art. Willem Kloos définit d'ailleurs l'art comme « de allerindividueelste expressie van de allerindividueelste emotie » (« l'expression la plus individuelle de l'émotion la plus individuelle »). Bien que les Tachtigers s'opposent aux Romantiques, ils ont tout de même intégré un certain nombre de caractéristiques « romantiques » telles que l'individualisme et l'amour de la nature. Cependant, les Tachtigers ont abandonné la fonction « pragmatique » de l'art pour ne conserver que sa fonction esthétique.
Ce groupe littéraire se composait de Willem Kloos, Hélène Swarth, Albert Verwey, Frederik van Eeden, Lodewijk van Deyssel et Herman Gorter. Ils s'inspirèrent largement de la poésie de Jacques Perk, auteur néerlandais qui mourut à 22 ans d'une affection du poumon et dont l'œuvre fut publiée par Willem Kloos.

### De Nieuwe Gids
Comme ils n'arrivaient que difficilement à se faire publier dans les revues littéraires de l'époque (tels que De Gids), ils fondèrent leur propre revue, De Nieuwe Gids, qui devint le manifeste du groupe. Ce magazine traitait non seulement de littérature mais aussi d'autres sujets tels que la politique, l'art, les sciences, etc. D'ailleurs, certains rédacteurs étaient extérieurs au groupe, parmi eux on peut citer Frank van der Goes, Willem Paap et Jacobus van Looy. La revue survécut à la dissolution des Tachtigers et continua d'être publiée jusqu'en 1943.

### La dissolution
Certaines divergences naissent au sein du groupe, plus particulièrement en ce qui concerne la relation entre l'art et la société. Frederik van Eeden, Herman Gorter et Frank van der Goes veulent désormais un rapprochement entre l'art et la société, un art au service de la société (gemeenschapkunst), alors que Willem Kloos considère l'art et la société comme tout à fait indépendants.

## Principes majeurs
- Esthétisme : glorification de la beauté.
- L'art pour l'art : « All art is quite useless » (« Tout art est plutôt inutile »), Oscar Wilde
- Individualisme : « de allerindividueelste expressie van de allerindividueelste emotie » (« l'expression la plus individuelle de l'émotion la plus individuelle »), Willem Kloos
- Unité de la forme et du contenu
- La réalité comme point de départ, d'inspiration pour la poésie
- Exigence d'originalité, et rejet des clichés

## Œuvres majeures
- Verzen de Willem Kloos
- Mathilde de Jacques Perk
- Le poème épique Mei de Herman Gorter
- De kleine Johannes de Frederik van Eeden